# Musikjahr 1605
Liste der Musikjahre

◄◄ | ◄ | 1601 | 1602 | 1603 | 1604 | Musikjahr 1605 | 1606 | 1607 | 1608 | 1609 | ► | ►►

Weitere Ereignisse

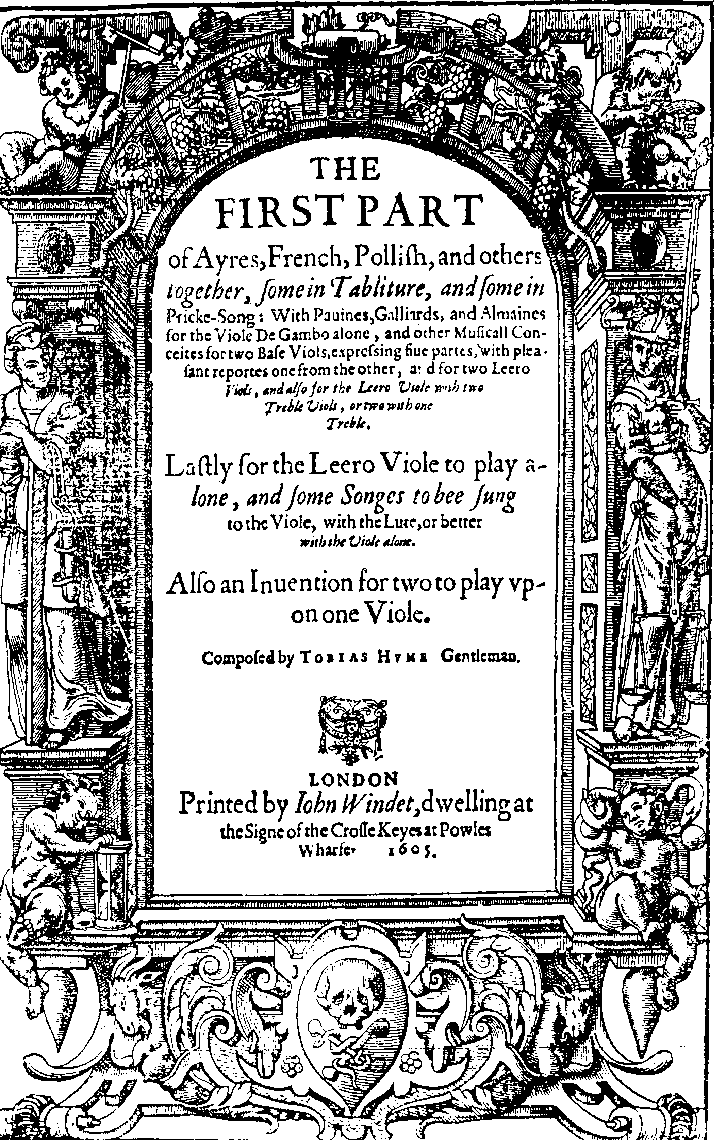
Titelblatt von Tobias Humes First Part of Ayres

Dieser Artikel behandelt das Musikjahr 1605.

## Ereignisse
- Costanzo Antegnati, der seit 1584 Domorganist in Brescia ist, erleidet vor 1605 einen Schlaganfall, der ihm keine weitere körperliche Arbeit mehr erlaubt.
- Stefano Bernardi, der seine Ausbildung als Chorknabe am Dom von Verona unter Chorregent Ippolito Baccusi erhielt, kann 1605 zwei Werke in Baccusis zweitem Madrigalbuch veröffentlichen.
- Elway Bevin, der seit 1589 als Chormeister und Organist der Kathedrale von Bristol wirkt, wird 1605 außerordentliches Mitglied der Chapel Royal.
- Alfonso Ferrabosco der Jüngere arbeitet 1605 gemeinsam mit Ben Jonson an der Masque The Masque of Blackness und anderen Maskenspielen, für die er die Bühnenmusik komponiert.
- Claudio Monteverdi antwortet 1605 im Vorwort zu seinem 5. Madrigalbuch auf die Angriffe des Musiktheoretikers Giovanni Artusi mit der Darstellung von zwei Stilen der Musikpraxis, die er prima pratica und seconda pratica nennt: Die prima pratica ist das vorangegangene polyphone Ideal des 16. Jahrhunderts mit seinem fließenden Kontrapunkt, vorbereiteten Dissonanzen und der Gleichwertigkeit der Stimmen. Die seconda pratica ist der neue monodische Stil, der die Sopran- und Bassstimme (Generalbass) hervorhebt und außerdem den Beginn der bewussten funktionalen Tonalität darstellt.
- Hans Leo Haßler, der 1604 nach Ulm übersiedelte, heiratet dort am 1. März 1605 die Kaufmannstochter Cordula Claus.
- Giovanni Maria Nanino, der am 28. Oktober 1577 nach bestandener Aufnahmeprüfung als Tenor in den Chor der renommierten päpstlichen Kapelle, der Cappella Pontificia, aufgenommen wurde, wird 1605 zum dritten Mal nach 1598 und 1604 durch seine päpstlichen Sängerkollegen zum Kapellmeister gewählt.
- Antonio Patard, der 1598 erstmals als Trompeter der italienischen Kapelle am Hof von König Sigismund III. in Warschau erwähnt wurde, leitet 1605 anlässlich der Heirat Sigismunds mit Constanze von Österreich eine Aufführung eigener Werke.
- Thomas Ravenscroft, der wahrscheinlich Sänger im Chor der St Paul’s Cathedral in London war, wo für das Jahr 1594 ein „Thomas Raniscroft“ belegt ist, singt dort möglicherweise auch noch um das Jahr 1605 unter der Leitung von Thomas Giles.
- Riccardo Rognoni und seine Familie werden 1605 durch den kunstliebenden König Sigismund III. Wasa von Polen, in dessen Diensten sie stehen, geadelt und tragen seither den Beinamen Taeggio.
- Salamone Rossi wird durch seine Freundschaft mit Leone da Modena, der im Jahre 1605 durch einen rabbinischen Erlass mehrstimmige Chormusik in der Synagoge für zulässig erklärt, zu entsprechenden Kompositionen ermutigt.
- Lambert de Sayve komponiert für die Hochzeit zwischen der siebzehnjährigen Constanze, jüngere Schwester von Erzherzog Ferdinand, mit Sigismund III. Wasa, König von Polen, eine zwölfstimmige Festmotette.
- Melchior Schramm wird im 1605 als Stadtorganist in die Freie Reichsstadt Offenburg in Baden berufen. Hier lebt er bis zu seinem Tod im Jahr 1619.
- Jan Pieterszoon Sweelinck unternimmt als Orgelsachverständiger etliche Reisen um Orgelneubauten abzunehmen, 1605 nach Nijmegen.
- Die sterblichen Überreste von Laurent de Vos, der 1580 in Cambrai ohne Verhandlung vor den Augen seiner weinenden Chorknaben auf dem Marktplatz gehängt wurde, werden nach der Rückkehr des Erzbischofs Louis de Berlaymont in sein Bistum am 10. Oktober 1605 ehrenvoll in der Église des Cordeliers beigesetzt.

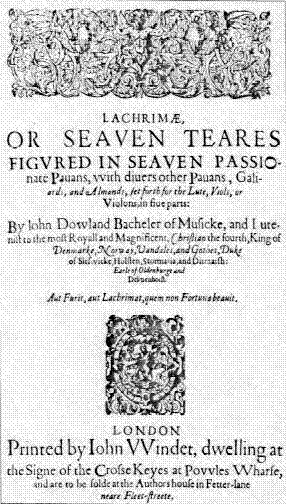
Titelblatt von John Dowlands Lachrimae or Seaven Teares Figured in Seaven Passionate Pavans

## Instrumental- und Vokalmusik (Auswahl)
- Gregor Aichinger – Psalm 50 Miserere mei zu acht bis zwölf Stimmen, München: Nikolaus Heinrich
- Giammateo Asola – Madrigale zu sechs Stimmen, Venedig: Ricciardo Amadino
- Ippolito Baccusi – Le Vergini d'Ippolito Baccusi: zweites Buch der Madrigale zu drei Stimmen, Venedig: Ricciardo Amadino
- Ludovico Balbi – Messen und Motetten zu acht Stimmen, Venedig: Angelo Gardano (posthum veröffentlicht)
- Adriano Banchieri
  - zweites Buch der Madrigale zu fünf Stimmen, op. 12, Venedig: Ricciardo Amadino
  - L'Organo suonarino, op. 13, Venedig: Ricciardo Amadino (Sammlung von Orgelmusik)
- Giulio Belli – Compieta, mottetti, & letanie della Madonna zu acht Stimmen in zwei Chören mit Basso continuo, Venedig: Angelo Gardano
- William Byrd – Gradualia, erstes Buch, zu drei, vier und fünf Stimmen, London: Thomas East
- Sethus Calvisius
  - Der Psalter Davids. bearbeitet von Cornelius Becker, Leipzig
  - Opus chronologicum ex autoritate s. scripturae ad motum luminarium coelestium contextum, Leipzig
- Antonio Cifra – erstes Buch der Madrigale zu fünf Stimmen, Rom: Luigi Zannetti
- Giovanni Croce – Magnificats zu acht Stimmen, Venedig: Giacomo Vincenti
- John Dowland – Lachrimae or Seaven Teares Figured in Seaven Passionate Pavans
- Noé Faignient – ein Madrigal, in: Nervi d’Orfeo, Leiden
- Gaspar Fernandes – Custodes hominum (Vesper-Hymne)
- Giacomo Finetti – Completorium zu fünf Stimmen, Venedig: Ricciardo Amadino
- Johannes de Fossa – Hymnensatz De San Michaele »Cum iam renovatus« zu drei Stimmen (nur 1 Stimmbuch erhalten), in: Bernhard Klingenstein, Triodia sacra, Dillingen
- Melchior Franck – Deutsche Weltliche Gesäng und Täntze zu vier Stimmen, Teil 2, Coburg
- Andrea Gabrieli
  - Canzoni alla francese et ricercari ariosi, Venedig: Angelo Gardano (fünftes Buch mit Orgelmusik, posthum veröffentlicht)
  - Canzoni alla francese per sonar, sopra stromenti da tasti, Venedig: Angelo Gardano (sechstes Buch mit Orgelmusik, posthum veröffentlicht)
- Marco da Gagliano – drittes Buch der Madrigale zu fünf Stimmen, Venedig: Angelo Gardano
- Bartholomäus Gesius – Christliche Hauß und Tisch Musica zu vier Stimmen, Wittenberg: Lorenz Seuberlich für Paul Helwig
- Ruggiero Giovannelli – erstes Buch der Madrigale zu drei Stimmen, Venedig: Angelo Gardano
- Tobias Hume – The first part of ayres, London: John Windet (Sammlung von Liedern, begleitet von einer oder zwei Gamben)
- Robert Jones – Ultimum Vale, 21 Ayres für eine, zwei oder vier Singstimmen, Laute und Bassviole, London
- Jacobus de Kerle – drei Werke, in: Triodia sacra zu drei Stimmen, Liber 1, Dillingen
- Johannes Lippius – Fuga a 4, Straßburg
- Duarte Lobo – Magnificat zu vier Stimmen, Antwerpen: Plantin
- Claudio Merulo – Mottetti a 6: Libro III, Venedig: Angelo Gardano (posthum veröffentlicht)
- Simone Molinaro
  - erstes Buch der Magnificats zu vier Stimmen, Mailand: Simon Tini & Filippo Lomazzo
  - Concerti ecclesiastici zu zwei und vier Stimmen, Venedig: Ricciardo Amadino
- Claudio Monteverdi – Il quinto libro de madrigali a cinque voci di Claudio Monteverdi Maestro della Musica del Serenissimo Sig.r Duca di Mantoa, col basso continuo per il Clavicembano, Chittarone, od altro simile istromento; fatto particolarmente per li sei ultimi, per li altri a beneplacito, Venedig: Ricciardo Amadino
- Benedetto Pallavicino – Sacrae Dei laudes zu acht, zwölf und sechzehn Stimmen, Venedig: Ricciardo Amadino
- Francis Pilkington – The first booke of songs or ayres of 4. parts, London: Thomas Este
- Costanzo Porta
  - Psalmodia vespertina zu acht Stimmen, Venedig: Angelo Gardano (Sammlung von Vesperpsalmen zu jedem Fest nebst vier Magnifikaten)
  - Motetten zu fünf Stimmen, Venedig: Angelo Gardano
- Michael Praetorius – Musae Sionae, Teil 1
- Enrico Antonio Radesca – erstes Buch der Canzonettas, Madrigale und Arie alla romana zu zwei Stimmen, Mailand: Simon Tini & Filippo Lomazzo
- Jakob Regnart
  - Sacrarum cantionum, Liber 1 zu zehn bis zwölf Stimmen, Frankfurt am Main
  - zwei Motetten zu drei Stimmen, in: Triodia sacra, Dillingen
- Lambert de Sayve – Motette Crucifixus zu drei Stimmen, in: Triodia sacra, Liber 1, Dillingen
- Giovanni Maria Trabaci – Messen und Motetten zu 4 Stimmen, Neapel
- Lorenzo Vecchi – Missarum octonis vocibus liber primus, Angelo Gardano, Venedig RISM ID: 990066021
- Lodovico Grossi da Viadana – Letanie che si cantano nella S. Casa di Loreto zu drei, acht und zwölf Stimmen, op. 14, Venedig
- Tomás Luis de Victoria – Officium Defunctorum, sex vocibus, in obitu et obsequiis sacrae imperatricis
- Melchior Vulpius – Canticum beatissimae

## Geboren

### Geburtsdatum gesichert

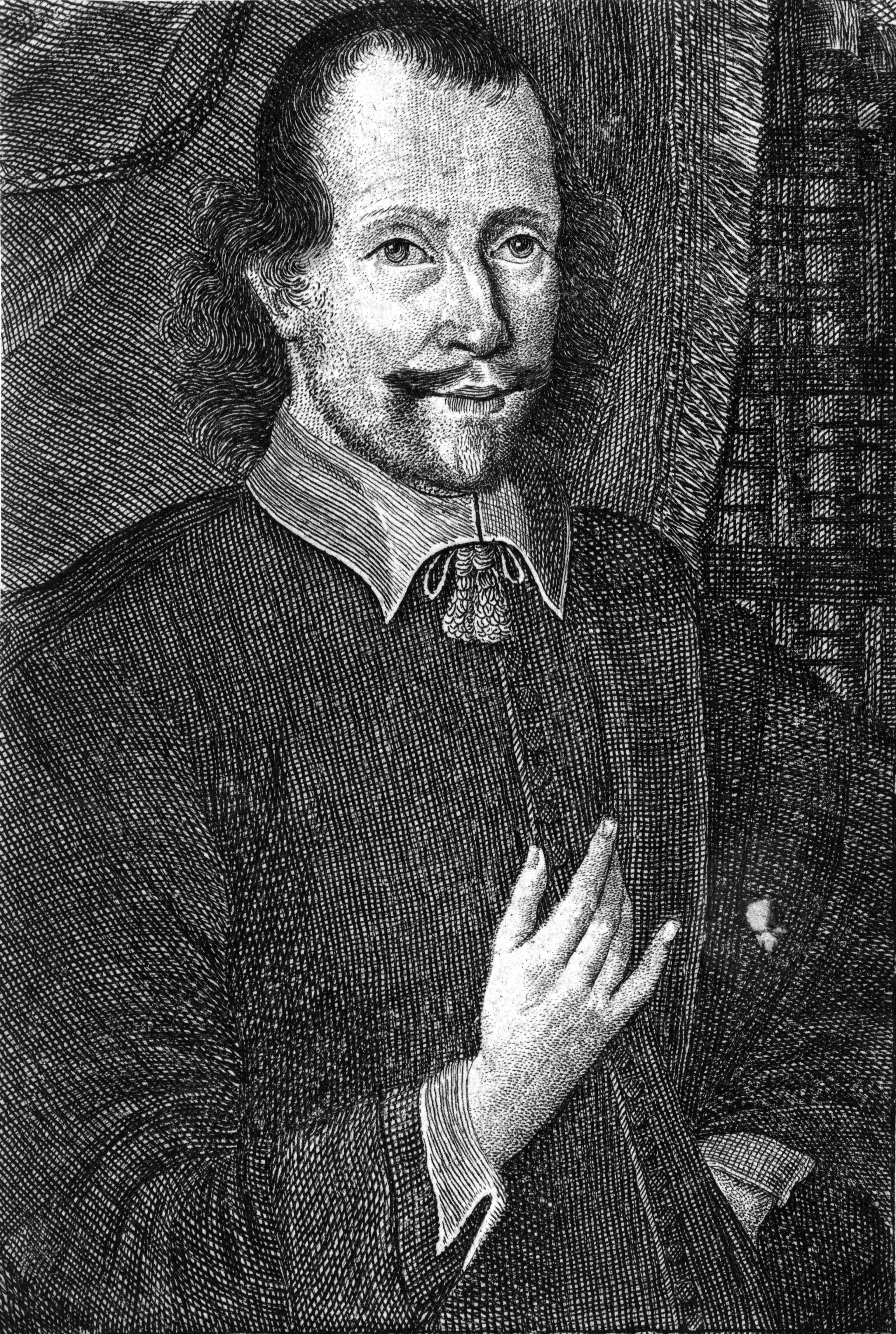
Simon Dach, * 29. Juli

- 05. Februar (getauft): Johann Vierdanck, deutscher Komponist und Organist († 1646)
- 00. März: Antonio Bertali, italienischer Komponist und Violinist († 1669)
- 18. April (getauft): Giacomo Carissimi, italienischer Komponist († 1674)
- 19. April: Orazio Benevoli, italienischer Kapellmeister und Komponist († 1672)
- 29. Juli: Simon Dach, deutscher Dichter und Kirchenlieddichter († 1659)
- 17. September: Francesco Sacrati, italienischer Komponist († 1650)
- 06. Oktober: Constantia Czirenberg, deutsche Musikerin und Sängerin († 1653)

### Genaues Geburtsdatum unbekannt
- Pierre Mazuel, französischer klassischer Instrumentalmusiker aus der Musikerdynastie Mazuel († 1639)

### Geboren um 1605
- Julius Johann Weiland, Komponist († 1663)

## Gestorben

### Todesdatum gesichert

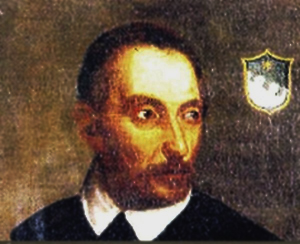
Orazio Vecchi; † 19. Februar

- 19. Februar: Orazio Vecchi, italienischer Kapellmeister und Komponist (* 1550)
- 24. September: Manuel Mendes, portugiesischer Komponist (* um 1547)
- 00. Oktober: Antoine Francisque, französischer Lautenist und Komponist (* um 1570)

### Genaues Todesdatum unbekannt
- Pedro Bermúdez, spanischer Komponist (* 1558)

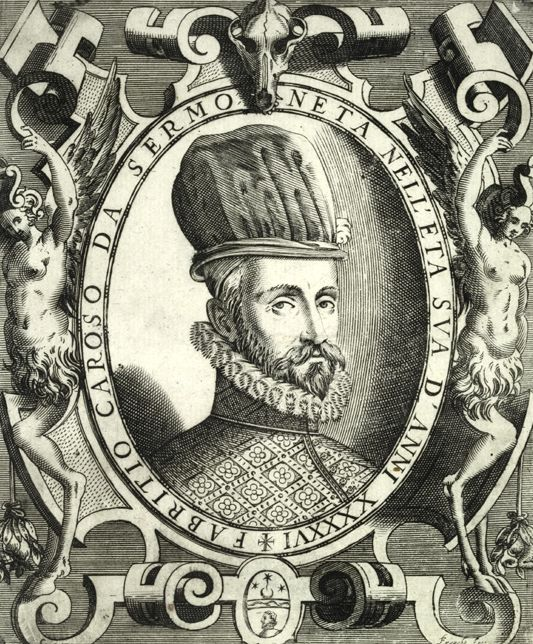
Fabritio Caroso

- Fabritio Caroso, italienischer Tanzmeister (* 1526 oder 1535)
- Francesco Stivori, italienischer Organist und Kirchenkomponist (* um 1550)
- Kaspar Sturm, deutscher Organist und Orgelbauer (* um 1540)

### Gestorben um 1605
- Jakub Reys, polnischer Lautenist und Komponist (* um 1545)
- Michael Tonsor, deutscher Komponist, Kapellmeister, Chorleiter, Organist, Musikpädagoge und Sänger (* um 1540 oder 1546)

### Gestorben nach 1605
- Charles Bocquet, französischer Lautenist und Komponist (* unbekannt)
- Antonio Patard, italienischer Trompeter und Komponist (* um 1550)